# Timocharis (cràter)

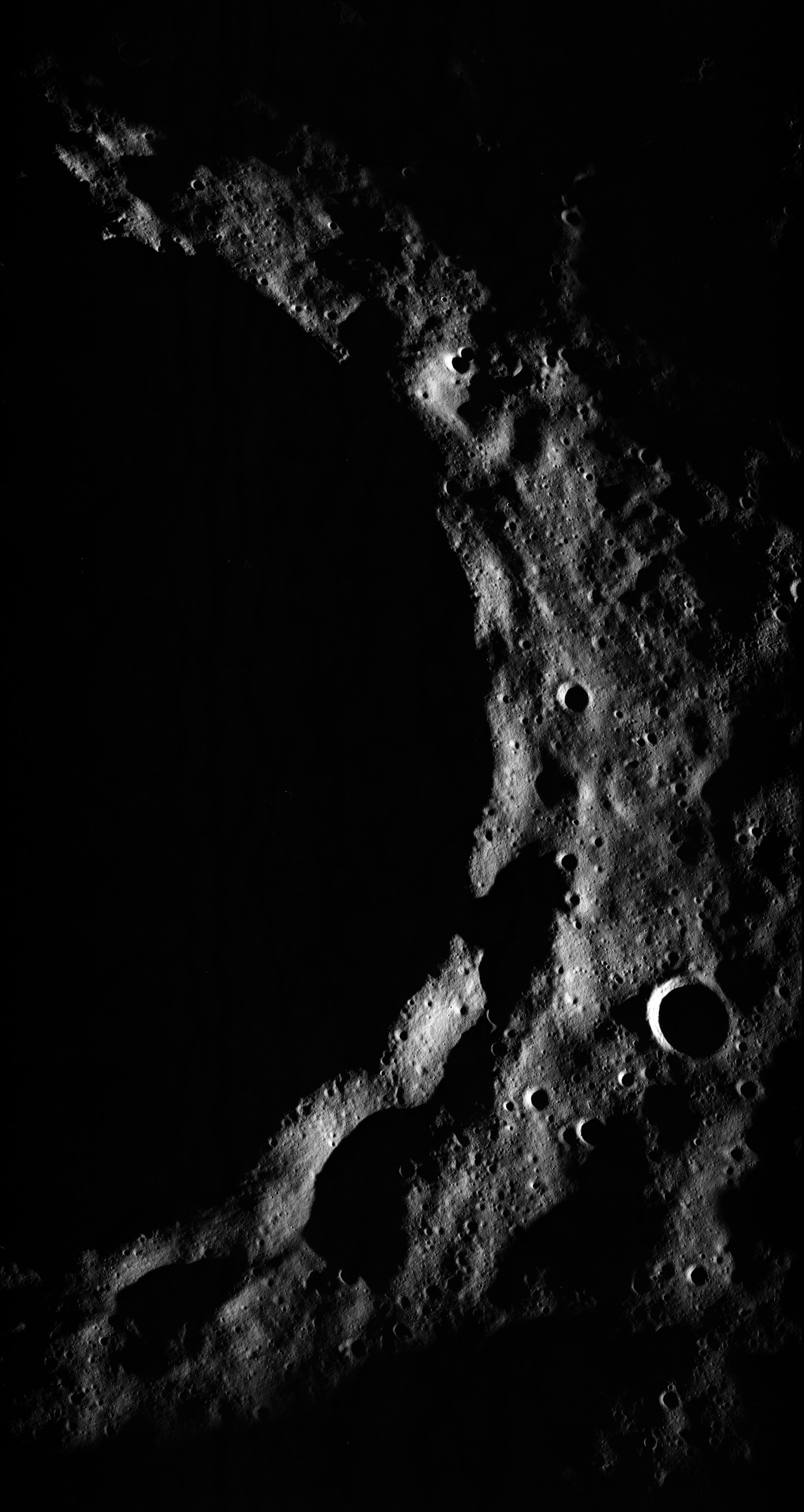
Fotografia de la missió Apollo 15.

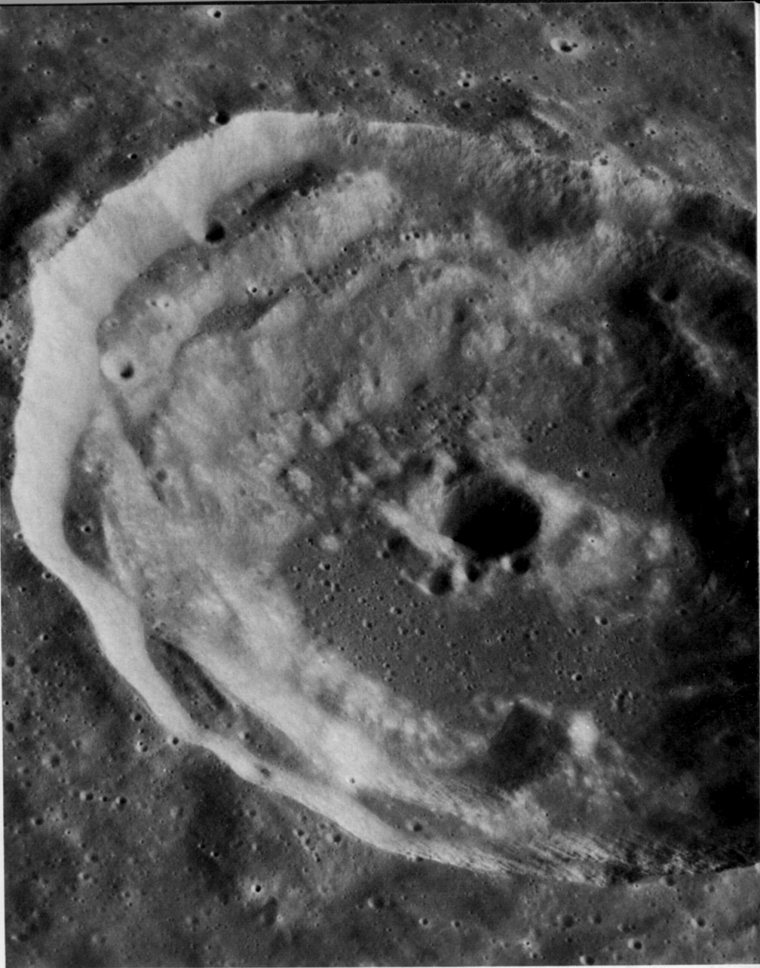
Vista obliqua panoràmica des de l'Apollo 17. Note's que el pic central ha estat superposat per un impacte posterior.

Timocharis és un prominent cràter d'impacte lunar situat a la Mare Imbrium. El cràter més proper de dimensions comparables és Lambert, situat a l'oest. Els cràters més petits Feuillée i Beer s'hi troben a l'est de Timocharis.

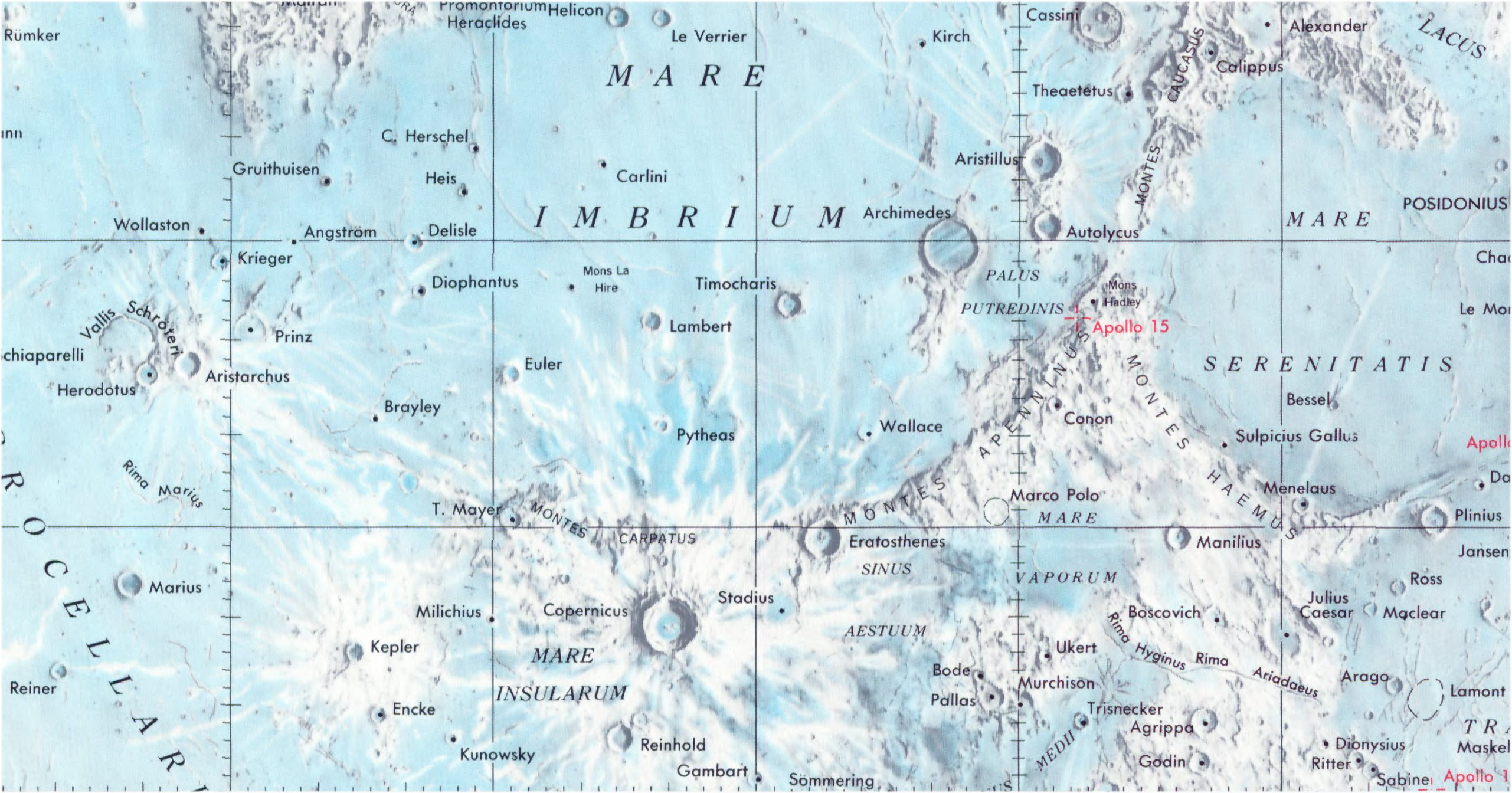
Localització de Timocharis al centre de la imatge.

Mostra un contorn una mica poligonal, amb una sèrie de rampes externes que s'estenen al llarg de 20 quilòmetres en totes les direccions. El mur interior està enfonsat i fortament terraplenat. El centre del sòl està ocupat per un cràter menut situat sobre una lleugera elevació, que ha eliminat gairebé completament el pic central original. El cràter posseeix un sistema de marques radials menor que s'estén per més de 130 km. L'absència de rajos nítids situa l'edat d'aquest cràter al voltant de mil milions d'anys o més.
Al nord de Timocharis s'hi troba una petita cadena de cràters anomenada Catena Timocharis.

## Cràters satèl·lit
Per convenció aquests elements són identificats als mapes lunars posant la lletra al costat del punt central 
del cràter que està més proper a Timocharis.
|            | \| Timocharis \| Coordenades \| Diàmetre \| \| ---------- \| ------------------------------------ \| -------- \| \| B \| 27° 54′ N, 12° 06′ O / 27.9°N,12.1°O \| 33.5 km \| \| C \| 24° 48′ N, 14° 12′ O / 24.8°N,14.2°O \| 33.2 km \| \| D \| 23° 48′ N, 15° 06′ O / 23.8°N,15.1°O \| 32.7 km \| \| E \| 24° 36′ N, 17° 06′ O / 24.6°N,17.1°O \| 32.6 km \| \| H \| 23° 36′ N, 16° 36′ O / 23.6°N,16.6°O \| 32.1 km \| |          |
| Timocharis | Coordenades | Diàmetre |
| B          | 27° 54′ N, 12° 06′ O / 27.9°N,12.1°O | 33.5 km  |
| C          | 24° 48′ N, 14° 12′ O / 24.8°N,14.2°O | 33.2 km  |
| D          | 23° 48′ N, 15° 06′ O / 23.8°N,15.1°O | 32.7 km  |
| E          | 24° 36′ N, 17° 06′ O / 24.6°N,17.1°O | 32.6 km  |
| H          | 23° 36′ N, 16° 36′ O / 23.6°N,16.6°O | 32.1 km  |

## Altres referències
- (WGPSN), IAU Working Group for Planetary System Nomenclature. «Gazetteer of Planetary Nomenclature. 1:1 Million-Scale Maps of the Moon» (en anglès).  UAI / USGS, 13-02-2013. [Consulta: 6 abril 2016].
- Andersson, L. E.; Whitaker, E. A.,. NASA Catalogue of Lunar Nomenclature (en anglès).  NASA RP-1097, 1982.
- Blue, Jennifer. «Gazetteer of Planetary Nomenclature» (en anglès).  USGS, 25-07-2007. [Consulta: 2 gener 2012].
- Bussey, B.; Spudis, P.. The Clementine Atlas of the Moon (en anglès).  Nueva York: Cambridge University Press, 2004. ISBN 0-521-81528-2.
- Cocks, Elijah E.; Cocks, Josiah C.. Who's Who on the Moon: A Biographical Dictionary of Lunar Nomenclature (en anglès).  Tudor Publishers, 1995. ISBN 0-936389-27-3.
- McDowell, Jonathan. «Lunar Nomenclature» (en anglès).   Jonathan's Space Report, 15-07-2007. [Consulta: 2 gener 2012].
- Menzel, D. H.; Minnaert, M.; Levin, B.; Dollfus, A.; Bell, B. «Report on Lunar Nomenclature by The Working Group of Commission 17 of the IAU» (en anglès). Space Science Reviews, 12, 1971, pàg. 136.
- Moore, Patrick. On the Moon (en anglès).  Sterling Publishing Co, 2001. ISBN 0-304-35469-4.
- Price, Fred W. The Moon Observer's Handbook (en anglès).  Cambridge University Press, 1988. ISBN 0521335000.
- Rükl, Antonín. Atlas of the Moon (en anglès).  Kalmbach Books, 1990. ISBN 0-913135-17-8.
- Webb, Rev. T. W.. Celestial Objects for Common Telescopes, 6ª edición revisada (en anglès).  Dover, 1962. ISBN 0-486-20917-2.
- Whitaker, Ewen A. Mapping and Naming the Moon (en anglès).  Cambridge University Press, 2003. 978-0-521-54414-6.
- Wlasuk, Peter T. Observing the Moon (en anglès).  Springer, 2000. ISBN 1-85233-193-3.